# Bundestagsausschüsse des 11. Deutschen Bundestages

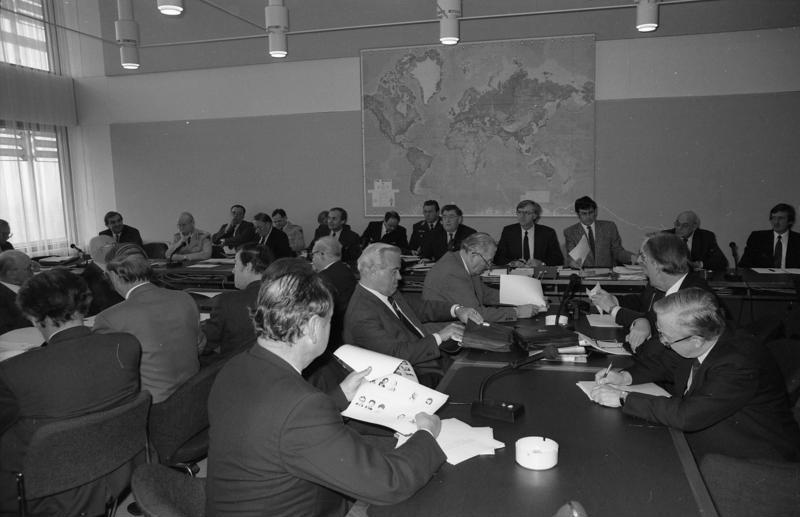
Sitzung des Verteidigungsausschusses in Bonn am 13. April 1988

Im Folgenden sind die ständigen Bundestagsausschüsse des 11. Deutschen Bundestages (1987–1990) aufgeführt:
| Ausschuss | Vorsitz                                                 | Fraktion    | Stellvertreter                                       | Fraktion    | Mitglieder |
| --- | ------------------------------------------------------- | ----------- | ---------------------------------------------------- | ----------- | ---------- |
| Ausschuss für Wahlprüfung, Immunität und Geschäftsordnung                                                                       | Konrad Porzner bis 2. Oktober 1990                      | SPD         | Norbert Lammert ab 11. Mai 1989: Helmut Buschbom     | CDU/CSU     | 13         |
| Petitionsausschuss | Gero Pfennig                                            | CDU/CSU     | Eugen von der Wiesche                                | SPD         | 29         |
| Auswärtiger Ausschuss | Hans Stercken                                           | CDU/CSU     | Hans-Jürgen Wischnewski                              | SPD         | 37         |
| Innenausschuss | Hans Gottfried Bernrath                                 | SPD         | Franz Heinrich Krey                                  | CDU/CSU     | 33         |
| Sportausschuss | Ferdinand Tillmann                                      | CDU/CSU     | Heinrich Klein ab 7. März 1990: Waltraud Steinhauer  | SPD         | 17         |
| Rechtsausschuss | Herbert Helmrich                                        | CDU/CSU     | Ludwig Stiegler                                      | SPD         | 27         |
| Finanzausschuss | Hans-Hermann Gattermann                                 | FDP         | Uwe Hüser                                            | Die Grünen  | 33         |
| Haushaltsausschuss | Rudi Walther                                            | SPD         | Klaus Rose                                           | CDU/CSU     | 29         |
| Ausschuss für Wirtschaft | Hermann Josef Unland                                    | CDU/CSU     | Peter Reuschenbach                                   | SPD         | 33         |
| Ausschuss für Ernährung, Landwirtschaft und Forsten                                                                             | Rudolf Müller                                           | SPD         | Karl Eigen                                           | CDU/CSU     | 27         |
| Ausschuss für Arbeit und Sozialordnung                                                                                          | Jürgen Egert                                            | SPD         | Alfons Müller                                        | CDU/CSU     | 35         |
| Verteidigungsausschuss | Alfred Biehle ab 16. Mai 1990: Uwe Ronneburger          | CDU/CSU FDP | Walter Kolbow                                        | SPD         | 29         |
| Ausschuss für Jugend, Familie, Frauen und Gesundheit                                                                            | Heike Wilms-Kegel                                       | Die Grünen  | Ursula Männle                                        | CDU/CSU     | 31         |
| Ausschuss für Verkehr | Karl Heinz Lemmrich ab 21. September 1988: Dionys Jobst | CDU/CSU     | Volkmar Kretkowski                                   | SPD         | 31         |
| Ausschuss für das Post- und Fernmeldewesen ab 28. September 1989: Ausschuss für Post und Telekommunikation                      | Peter Paterna                                           | SPD         | Klaus Bühler                                         | CDU/CSU     | 13         |
| Ausschuss für Raumordnung, Bauwesen und Städtebau                                                                               | Franz Möller                                            | CDU/CSU     | Peter Conradi                                        | SPD         | 27         |
| Ausschuss für innerdeutsche Beziehungen                                                                                         | Hans-Günter Hoppe                                       | FDP         | Karitas Hensel                                       | Die Grünen  | 25         |
| Ausschuss für Forschung und Technologie ab 16. November 1989: Ausschuss für Forschung, Technologie und Technikfolgenabschätzung | Wolf-Michael Catenhusen                                 | SPD         | Karl-Hans Laermann                                   | FDP         | 27         |
| Ausschuss für Bildung und Wissenschaft                                                                                          | Dietrich Wetzel                                         | Die Grünen  | Engelbert Nelle ab 2. März 1988: Friedrich Neuhausen | CDU/CSU FDP | 19         |
| Ausschuss für wirtschaftliche Zusammenarbeit                                                                                    | Uwe Holtz                                               | SPD         | Heinrich Pohlmeier                                   | CDU/CSU     | 25         |
| Ausschuss für Umwelt, Naturschutz und Reaktorsicherheit                                                                         | Reinhard Göhner                                         | CDU/CSU     | Liesel Hartenstein                                   | SPD         | 31         |
| Ausschuss Deutsche Einheit ab 11. Mai 1990                                                                                      | Rita Süssmuth ab 16. Mai 1990                           | CDU/CSU     | Herta Däubler-Gmelin                                 | SPD         | 39         |